# Gerhard Adelmann
Gerhard Adelmann (* 24. Mai 1925 in Lingen; † 7. November 2006) war ein deutscher Historiker.

## Leben
Adelmann wurde 1961 bei Franz Steinbach an der Philosophischen Fakultät der Rheinischen Friedrich-Wilhelms-Universität Bonn mit der Dissertation Die soziale Betriebsverfassung des Ruhrbergbaus vom Anfang des 19. Jahrhunderts bis zum Ersten Weltkrieg. Unter besonderer Berücksichtigung des Industrie- und Handelskammerbezirks Essen zum Dr. phil. promoviert. 1970 habilitierte er sich mit der Arbeit Die Baumwollgewerbe Nordwestdeutschlands und der westlichen Nachbarländer beim Übergang von der vorindustriellen zur frühindustriellen Zeit, 1750–1815. Verflechtung und regionale Differenzierung. Anregung und Unterstützung erhielt er für seine durch die Deutsche Forschungsgemeinschaft geförderte Habilitationsschrift von Franz Steinbach, Wolfgang Zorn und Hans Pohl.
1971 wurde er außerplanmäßiger Professor, 1974 Wissenschaftlicher Rat und Professor und 1980 ordentlicher Professor für Wirtschafts- und Sozialgeschichte am Historischen Seminar der Universität Bonn. 1984 trat er in den Ruhestand. Seine Forschungsschwerpunkte waren die Wirtschafts- und Sozialgeschichte Nordwesteuropas und die Welttextilgeschichte. Er wohnte zuletzt in Rheinbach.

## Schriften (Auswahl)
- Quellensammlung zur Geschichte der sozialen Betriebsverfassung. Ruhrindustrie unter besonderer Berücksichtigung des Industrie- und Handelskammerbezirks Essen. 2 Bände, Haunstein, Bonn 1960/65.
- Die soziale Betriebsverfassung des Ruhrbergbaus vom Anfang des 19. Jahrhunderts bis zum ersten Weltkrieg. Unter besonderer Berücksichtigung der Industrie- und Handelskammerbeziehungen Essen (= Rheinisches Archiv. 56). Röhrscheid, Bonn 1962.
- (Hrsg.): Der gewerblich-industrielle Zustand der Rheinprovinz im Jahre 1836. Amtliche Übersichten (= Veröffentlichung des Instituts für Geschichtliche Landeskunde der Rheinlande an der Universität Bonn). Röhrscheid, Bonn 1967.
- Vom Gewerbe zur Industrie im kontinentalen Westeuropa. Gesammelte Aufsätze zur regionalen Wirtschafts- und Sozialgeschichte (= Zeitschrift für Unternehmensgeschichte. Beiheft 38). Steiner, Stuttgart 1986, ISBN 3-515-04348-9.
- Die Baumwollgewerbe Nordwestdeutschlands und der westlichen Nachbarländer beim Übergang von der vorindustriellen zur frühindustriellen Zeit, 1750–1815. Verflechtung und regionale Differenzierung (= Beiträge zur Unternehmensgeschichte. Band 11). Steiner, Stuttgart 2001, ISBN 3-515-07832-0.